# Habroptila wallacii
Habroptila wallacii е вид птица от семейство Rallidae, единствен представител на род Habroptila. Видът е световно застрашен, със статут Уязвим.

## Разпространение
Видът е разпространен в Индонезия.